# Dry-fit
Dri-Fit ou Dry-Fit é um tipo de tecido feito a partir de uma mistura de tecidos sintéticos, como o poliéster ou poliamida e elastano, com a fibra bastante fina, cuja tecnologia de confecção foi patenteada pela Nike na década de 1990.

## Funcionamento
O sistema Dry-Fit transporta a umidade para a superfície da peça, de modo a facilitar sua evaporação.

## Marcas
A Nike patenteou a tecnologia com o nome "dri-fit", com a letra i, enquanto a Adidas chama de Aeroready, a Topper de Dry Cool, e a Kannú, de Active Dry.

## Galeria

Tecido dri-fit tipo "molhe"
Tecido dri-fit tipo "ponto arroz"
Tecido dri-fit tipo LHE
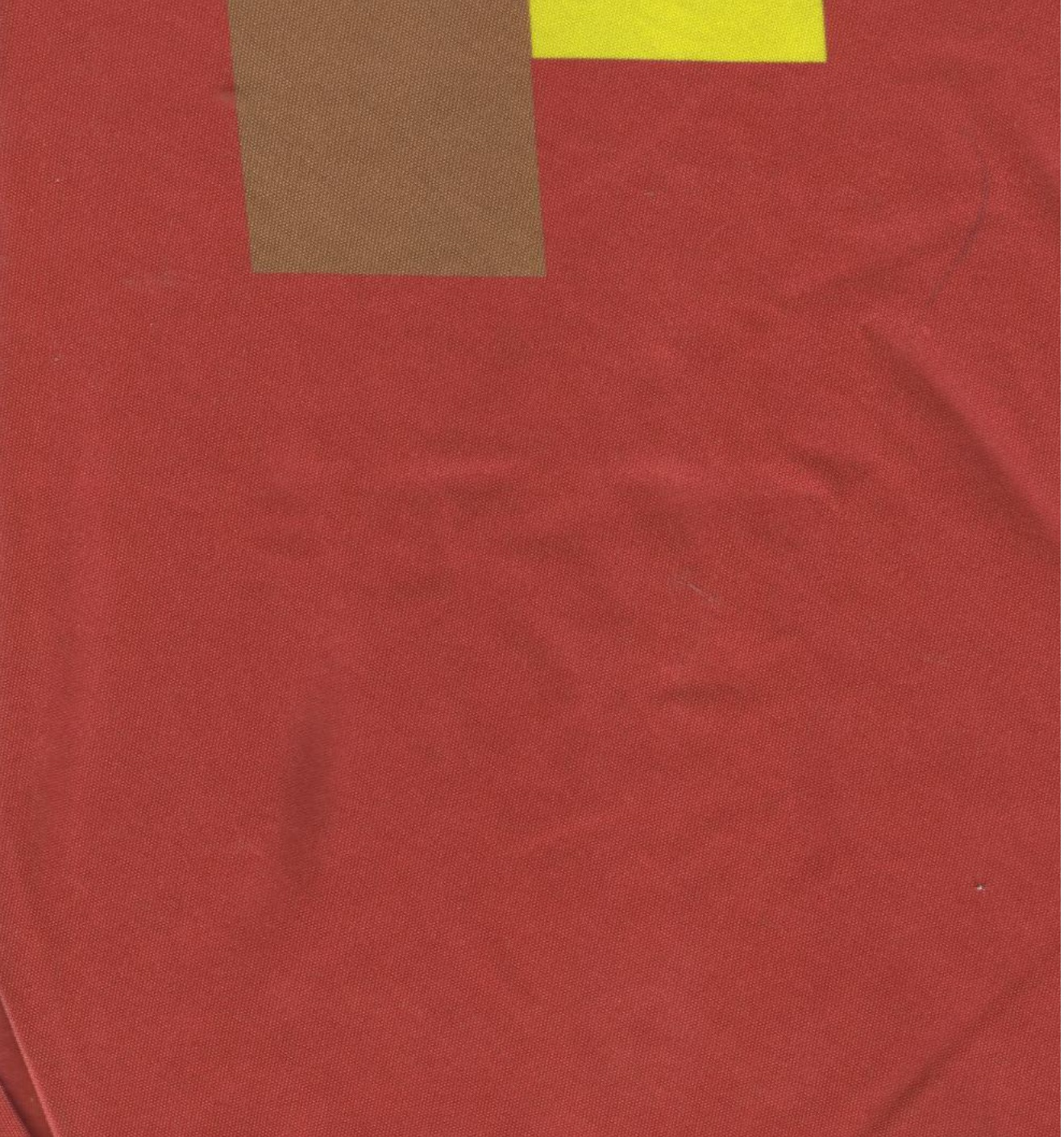
Dry fit fechado